# Bordschghali
Die Bordschghala oder Bordschghali (georgisch ბორჯღალა, ბორჯღალი) ist ein altes georgisches Symbol der Sonne mit sieben Flügeln. Sie wird oft in einem Kreis dargestellt, der das Universum symbolisiert.
Sie symbolisiert zugleich ewige Bewegung und Leben und ist mit den mesopotamischen Symbolen der Ewigkeit und der Sonne verwandt.
Die Bordschghala wird heute auf offiziellen Dokumenten Georgiens, Personalausweisen, Reisepässen und Münzen verwendet. Seit 1994 ist sie das Logo der Fluggesellschaft Georgian Airways. Die Bordschghali ist ebenso das Logo des georgischen Rugby-Union-Verbandes Sakartwelos ragbis kawschiri und der Nationalmannschaft des Landes, deren Spitzname Bordschghalosnebi („Männer der Sonne“) sich ebenso vom Sonnensymbol ableitet. Weil das Symbol international rechtlich nicht geschützt ist, wird es auch von einem deutschen Hersteller von Sulguni-Käse auf dem Etikett verwendet.